# 1. FC Union Berlin
1. FC Union Berlin je njemački nogometni klub iz berlinske gradske četvrti Köpenick. Osnovan je 1966. godine, ali početci mu sežu do 1906., kada je osnovan FC Olympia Oberschönweide. Klub je po broju članova (12.000) drugo najveće športsko društvo u Berlinu. Union Berlin od sezone 2019./20. nastupa u 1. Bundesligi. 
Domaće utakmice igraju na stadionu An der Alten Försterei.
Union Berlin predstavlja jedan od njemačkih "kultnih" klubova čiji su navijači izuzetno kreativni i jedinstveni, a 2004. su u kampanji "Krvarim za Union" skupili novac za licencu za natjecanje što je spasilo klub. 
Navijači su donirali krv berlinskim bolnicama, a novac koji bi za to dobili su donirali klubu. Tijekom hladnog rata Union Berlin je predstavljao oporbu komunističkom sustavu u Istočnoj Njemačkoj.

## Poznati igrači
- Damir Kreilach
- Josip Juranović

## Vanjske poveznice
- Službene stranice  Arhivirana inačica izvorne stranice od 10. listopada 2016. (Wayback Machine)